# رابرت اگرز
رابرت هیوستون اگرز (انگلیسی: Robert Houston Eggers؛ زادهٔ ۷ ژوئیهٔ ۱۹۸۳) کارگردان فیلم، فیلم‌نامه‌نویس، و طراح صحنه آمریکایی است. فیلم‌های او به‌خاطر عناصر فولکلور و اساطیری و همچنین کوشش‌های دقیق او برای اطمینان از صحت تاریخی مورد توجه قرار گرفته‌اند.

## اوایل زندگی
رابرت هیوستون اگرز در ۷ ژوئیهٔ ۱۹۸۳ در نیویورک سیتی به دنیا آمد. او نمی‌داند پدر بیولوژیکی‌اش کیست. او و مادرش کلی هیوستون به لارامی، وایومینگ نقل مکان کردند و مادرش آن‌جا با والتر اگرز (استاد ادبیات انگلیسی در دانشگاه وایومینگ) آشنا شد و با او ازدواج کرد. این دو صاحب دوقلویی به نام‌های مکس و سم شدند که فیلم‌ساز نیز هستند. این خانواده سپس در سال ۱۹۹۰ به لی، نیوهمپشر نقل مکان کردند و ناپدری او در دانشگاه نیوهمپشر مدیر ارشد دانشگاه شد.
اگرز در سال ۲۰۰۱ به نیویورک رفت تا در آکادمی موزیکال و دراماتیک آمریکا شرکت کند. در نیویورک به طراحی، کارگردانی و تئاتر علاقه‌مند شد. او علاوه بر این، با کارگردانی و طراحی فیلم‌های کوتاه، به فیلم‌سازی نیز علاقه نشان داد. اگرز هنگام نگارش نخستین فیلم خود، از دوران کودکی‌اش در نیو انگلند الهام گرفت و به بارها از مزرعه پلیموت در ماساچوست بازدید کرد.

## سبک فیلم‌سازی
یکی از ویژگی‌های اصلی فیلم‌های ساخته شده توسط اگرز، «دقت بسیار زیاد به جزئیات» است. همهٔ فیلم‌های او در قالب درام‌های تاریخی هستند و به‌دلیل دقت تاریخی‌شان شناخته شده‌اند، به‌ویژه در استفاده از زبان خاص و دیالوگ‌های متناسب با دوران‌های مختلف.
اگرز در مصاحبه‌ای با راتن تومیتوز اعلام کرد که به ساخت فیلم‌های معاصر علاقه‌ای ندارد و اظهار داشت که ایدهٔ فیلمبرداری از تکنولوژی‌های مدرن او را منزجر می‌کند. زمانی که از او پرسیدند آخرین دهه‌ای که آماده است دربارهٔ آن فیلم بسازد، پاسخ داد که تا دهه ۱۹۵۰ میلادی حاضر است پیش برود.

## زندگی شخصی
اگرز با الکساندرا شیکر، روان‌شناس بالینی که از دوران کودکی او را می‌شناخت، ازدواج کرده است. آن‌ها یک پسر دارند و در بروکلین ساکن هستند.

## فیلم‌شناسی
فیلم‌های بلند
| سال  | عنوان        | به‌عنوان  | به‌عنوان | به‌عنوان   |
| سال  | عنوان        | کارگردان | نویسنده | تهیه‌کننده |
| ---- | ------------ | -------- | ------- | --------- |
| ۲۰۱۵ | جادوگر       | آری      | آری     | نه        |
| ۲۰۱۹ | فانوس دریایی | آری      | آری     | آری       |
| ۲۰۲۲ | مرد شمالی    | آری      | آری     | آری       |
| ۲۰۲۴ | نوسفراتو     | آری      | آری     | آری       |
| ۲۰۲۶ | گرگ‌نما       | آری      | آری     | آری       |